# 金東仁
金东仁（1900年10月2日-1951年1月5日）是一位朝鮮半島作家。 他生于平壤，在日本接受高等教育。  由于金东仁經常外遇，其妻子离家出走。後來金东仁患上了失眠症。1949年7月，金东仁中风。他最終在漢城独自在家中去世。1955年，為了紀念金東仁的成就，东仁文学奖設立。